# ラスティ・イーガン
ラスティ・イーガン（Rusty Egan、1957年9月19日 - ）は、ロンドン出身のドラマーで、イギリスのニュー・ウェイヴ・バンド、リッチ・キッズの元メンバー。リッチ・キッズは、元セックス・ピストルズのグレン・マトロック（ベース、バックボーカル、まれにリードボーカル）を中心に、スティーヴ・ニュー（ギター、バックボーカル、まれにリードボーカル）、フロントマンのミッジ・ユーロ（ギター、リードボーカル、まれにバックボーカル、キーボード）とイーガンという編成で、1977年3月の結成から1978年12月の解散まで活動した。その後もイーガンはユーロと活動を共にし、ザ・ミスフィッツ (The Misfits)、ザ・スキッズ、ショック、ヴィサージで協力した。ただし、2004年の新たな編成によるヴィサージの再結成には、イーガンは参加しなかった。
1979年から1981年にかけて、イーガンはスティーヴ・ストレンジとともに、ロンドンの影響力の大きかったニューロマンティック・ナイトクラブだったブリッツでDJを務めた。そこで彼は、ドイツのクラフトワーク、日本のイエロー・マジック・オーケストラ、イギリスのブライアン・イーノ、ウルトラヴォックス、ランドスケイプといった電子音楽/シンセポップ系の音楽をイギリスのクラブ・シーンに持ち込み、ほとんど独力で様々なものを集成してニューロマンティックの動きを支えるサウンドを生み出した。イーガンはまた、ニューロマンティックの時代を象徴したレコード店「The Cage」をロンドンのキングス・ロードに構えていた。このクラブの人気が高まるにつれ、イーガンはロンドンのナイトライフの中心人物のひとりと認知されるようになっていった。1982年、イーガンはストレンジとともに、ロンドンのカムデン・パレス（Camden Palace：後のKOKO）にナイトクラブを開き、そこを拠点にイギリスにおけるエレクトロニカの発展を進め、影響を与え続けた。その後しばらくの間、彼はレコード・プロデュースの活動に注力し、かつてDJとしてレコードをかけていたバンドの多くを手がけたが、その中には、スピアー・オブ・デスティニー、ショック、ヴィサージ、ザ・セネト (The Senate) などがあった。
やがて、音楽を共有するメディアとしてインターネットが普及してくると、イーガンは、元のディスク・ジョッキーとしての仕事に引き戻された。現在、彼はDJとして、1980年代のスタイルによるシンセポップや電子音楽をかけて、その普及を進めている。
2008年6月13日、イーガンはワイト島音楽祭 (Isle of Wight Festival 2008) の一環として開催されたイベント「Big Top」に、DJとして出演した。
2009年はじめ、リヴィングTV（Living TV：後のSky Witness）のメイクオーバー番組『Pop Goes the Band』に、かつてのヴィサージのバンドメイトであるスティーヴ・ストレンジとともに出演した。
イーガンは、2009年のロンドン・クラブ&バー賞 (the 2009 London Club and Bar Awards) において生涯功労賞を受賞した。
2011年1月、イーガンとストレンジは、長らく普通の顧客のための場所となっていたかつてのブリッツ・クラブの跡地、レッド・ルームズ (the Red Rooms) で、夜のイベント「Return to the Blitz」を開催し、ローマン・ケンプのバンドであるパラダイス・ポイント (Paradise Point) や、エレクトロパンクのアーティストであるクイラ・コンスタンスが出演し、イーガン自身のDJも披露された。